# Kengo Nakamura
Kengo Nakamura (japonsko 中村 憲剛), japonski nogometaš, * 31. oktober 1980, Tokio, Japonska.
Za japonsko reprezentanco je odigral 68 uradnih tekem in dosegel 6 golov, celotno kariero je bil član kluba Kavasaki Frontale.